# Линке, Оскар
Оскар Линке (нем. Oskar Linke; 1854—1928) — немецкий писатель

, поэт и журналист.

## Биография
Оскар Линке родился 15 июля 1854 года в городе Ораниенбурге в земле Бранденбург. Сперва изучал филологию, готовя себя для преподавательской деятельности, но потом отказался от этого и сосредоточился на философии, искусствоведении и литературоведении. В 1877 году он получил докторскую степень в Университете Галле. 
В последующие десятилетия он работал журналистом в Познани, Вроцлаве и Веймаре.
Очень оригинальны и интересны его поэма «Jesus Christus» (1880) и роман «Das Leben Jesu» (1888). Древней Греции посвящены грациозные «Milesische Märchen» (1881), роман «Leukothea» (1882), повесть «Das Bild des Eros» (1884) и поэма «Eros und Psyche» (1884). Остроумна его поэма «Die Versuchung des heiligen Antonius» (1885) и очень метки эпиграммы «Bienen» (1887). 
Согласно оценке Ф. Ф. Фидлера: «Недостаток автора — преобладание рефлексии над чувством». 
Заслуженным успехом пользуются также его стихотворения «Aus dem Paradiese» (1885), роман «Liebeszauber» (1886), эпос «Antinous» (1888), повесть «Satan» (1888) и рассказы «Chrysothemis erzählt griechische Geschichten» (1894).
Оскар Линке умер 8 октября 1928 года в городе Веймаре.